# Некрополь Тепебаши
Некрополь Тепебаши — могильный памятник относящийся к эпохи железа и античности, расположенный в котловине Эйричай в селе Шекинского города Фазыл. Памятник, зарегистрированный с 80-х годов прошлого века, является важным источником, отражающий историю железного века и Кавказской Албании.

## Географическое положение
Некрополь Тепебаши расположен на холме села Фазыл, расположенный на южной части Шекинского района, находящийся 100-120 метров к западу от посёлка. Тепебаши – это холм в форме подковы, который простирается с северо-востока на юго-запад, завершается Эйричаем с юго-запада и продолжается Великой равниной на востоке. Он граничит с впадинами, болотами и Эйричаем с востока и юго-востока.

## Археологические раскопки в Тепебаши
Памятник Тепебаши впервые был зафиксирован археологом Насибом Мухтаровым в 1984 году. В течение следующих 20 лет на памятнике проводились спасательные и масштабные исследовательские работы. Исследования доказали, что памятник представляет собой некрополь, относящийся к эпохе поздней бронзы – железа и античности. Многолетние исследования показывают, что основные захоронения в памятнике Тепебаши проводились в ямах и земляных могилах. Умерших хоронили на правом или левом боку, частично завернув. В некоторых могилах покойного хоронили не целиком, а закапывали в могилу только отдельные части. . Глубина могил различна: от 45 до 165 см. «Богатые» могилы здесь были вырыты глубже и их глубина стабильно фиксировалась как 160 см. Размеры таких могил также велики: длина 200-360 см, ширина 120-180 см. Расстояние между могилами было небольшое, 40-100 см. Хотя очагов в могилах не обнаружено, по всей могиле можно встретить крупные и мелкие куски угля и слои золы. Предположительно, во время погребального ритуала посыпают слоями золы и угля. В 1996 году сотрудники действующего в Шеки Института археологии и этнографии Национальной академии наук Азербайджана создали на территории памятника подземный музей-лабиринт под названием «Мир вечной тишины». Главной особенностью музея является то, что могилы, обнаруженные в памятника Тепебаши, хранятся на своих местах и выставляются там же.

## Результаты раскопок
В могилах было обнаружено множество погребальные инструменты– керамика, виды оружия, предметы различного назначения из бронзы и железа, образцы каури и бус. Среди находок особый интерес представляют 3 глиняные статуи-идолы. Эти антропоморфные фигуры можно рассматривать как подробные находки эпохи как с точки зрения религиозно-философского мировоззрения, так и с точки зрения изучения женской одежды Кавказской Албании. Помимо интересных надгробных памятников в Тепебаши, в результате археологических исследований 2020 года впервые были обнаружены хозяйственные постройки поселения. Это старинные керамические печи и вспомогательное оборудование. В целом на памятнике выявлена одна керамическая печь и несколько хозяйственных колодцев.